# Matthew Parker
Pour les articles homonymes, voir Parker.
Matthew Parker est un prélat anglais né le 6 août 1504 à Norwich et mort le 17 mai 1575 à Londres. Il est archevêque de Cantorbéry de 1559 à sa mort, succédant à Reginald Pole, le dernier catholique ayant occupé cet office. Il est l'un des auteurs principaux des Trente-neuf articles, qui forment la doctrine de l'Église d'Angleterre.

## Biographie

### Origines
Né à Norwich le 6 août 1504, Matthew Parker est le fils du tisserand William Parker et de son épouse, Alice Monins ou Monings. À la mort de son mari, en 1516, cette dernière se remarie avec un certain John Baker. Elle finance les études de son fils au Corpus Christi College de l'université de Cambridge, dans les années 1520. Parker décroche son BA en 1525, est ordonné diacre en avril 1527, puis prêtre en juin de la même année. C'est à Cambridge que Parker découvre la Réforme protestante, assistant notamment à l'exécution de Thomas Bilney en 1531.

### Ascendance
En 1535, la reine Anne Boleyn choisit Parker pour devenir un de ses chapelains. Elle le nomme également doyen d'un chapitre de chanoines séculiers à Stoke-by-Clare, dans le Suffolk, en novembre 1535. Il devient chapelain du roi Henri VIII après la mort d'Anne, en février 1537. Grâce au soutien du roi, il devient le directeur de Corpus Christi College en 1544, puis vice-chancelier de l'université de Cambridge en 1545 et 1548. À Stoke comme à Cambridge, il se distingue par ses compétences d'administrateur. Sur le plan religieux, il invite le réformateur alsacien Martin Bucer à enseigner à Cambridge en 1549 et prononce son éloge funèbre deux ans plus tard. Les idées de Bucer jouent un rôle majeur dans la réforme liturgique en Angleterre.
Avant même que le mariage des clercs soit légalisé, Matthew Parker se marie en juin 1547 avec Margaret Harleston, une femme du Norfolk qu'il fréquente depuis quelques années. Ils ont quatre fils, dont deux atteignent l'âge adulte. Sa situation familiale lui vaut de perdre une partie considérable de ses titres sous le règne de Marie Tudor (1553-1558), même s'il n'est pas contraint à l'exil, comme d'autres réformateurs le sont.

### Archevêque
Après la mort de la reine Marie et l'avènement d'Élisabeth Ire, Matthew Parker est choisi pour devenir archevêque de Cantorbéry. Bien que l'idée ne lui plaise pas, il est officiellement élu le 1er août 1559. Son sacre, retardé par le manque d'évêques acceptant d'officier, a lieu le 17 septembre à Lambeth Palace. Il apparaît comme un modéré, favorisant une réforme progressive avec des concessions vis-à-vis des catholiques conservateurs plutôt qu'une rupture franche avec Rome, qui menacerait la stabilité du royaume. Après des synodes en 1560 et 1561, la Convocation de 1563 (en) débouche sur la promulgation de la doctrine de l'Église d'Angleterre sous la forme des Trente-neuf articles, qui sont ratifiés par le Parlement en 1571. Les années 1560 sont également marquées par une controverse concernant la paramentique, qui donne naissance au mouvement non-conformiste et fragilise l'autorité de l'archevêque.
Matthew Parker est à l'origine d'une nouvelle traduction de la Bible en anglais, succédant à la Great Bible de 1539 et la Geneva Bible de 1560. La Bible des Évêques paraît en 1568, avec une seconde édition en 1572. Si elle supplante la Great Bible dans les églises, elle ne remplace pas la Geneva Bible, qui reste la version la plus lue dans les foyers protestants.
Il est le dédicataire des neuf airs pour le psautier de l'Archevêque Parker, de Thomas Tallis.

### Mort
Matthew Parker meurt à Lambeth Palace le 17 mai 1575. Il est inhumé dans la chapelle privée du palais le 6 juin. Sa tombe est profanée sous le Commonwealth et rétablie après la Restauration. Il lègue son importante collection de manuscrits, qui comprend notamment une copie de la Chronique anglo-saxonne, au Corpus Christi College, où elle reste conservée et constitue la bibliothèque Parker.